# Faunis pallidior
Faunis pallidior är en fjärilsart som beskrevs av Hagen 1902. Faunis pallidior ingår i släktet Faunis och familjen praktfjärilar. Inga underarter finns listade i Catalogue of Life.